# FreeType
FreeType – biblioteka programistyczna napisana w ANSI C, służąca do programistycznej obsługi fontów. Interpretuje kilkanaście formatów czcionek i udostępnia je w postaci zrasteryzowanej za pomocą jednolitego interfejsu, niezależnego od formatu źródłowego.